# Tararua foordi
Tararua foordi är en spindelart som beskrevs av Forster och Wilton 1973. Tararua foordi ingår i släktet Tararua och familjen trattspindlar. Inga underarter finns listade i Catalogue of Life.